# 深圳湾超级总部基地
深圳湾超级总部基地（英語：Shenzhen Bay Super Headquarters Base)，简称“深超总”，是位于中国深圳市南山区的以总部经济为主的商务区，南临深圳湾公园，与香港隔海相望，北接华侨城，西邻沙河高尔夫球场，东至华侨城欢乐海岸，规划面积1.17万平方米，规划总开发建筑面积约520万平方米，是深圳市规划等级最高的城市重点片区之一，目标为“构建集全球总部聚集区、都会文化高地、国际交流中心、世界级滨海客厅为一体的未来城市典范”。

## 历史
该地段为1990年代深圳市在华侨城南部的深圳湾沿海低洼地带填海而成，俗称“深圳湾填海区”，规划以住宅用地为主，搭配商业、公园和歌剧院，功能定位经历了多次调整，从“滨海住区”到“文化商务中心”，2011年，深圳市提出了“超级总部基地”的概念，将本区域规划调整为商务用地。2013年9月，《深圳湾超级总部基地控制性详细规划》公布。2014年，中信证券以35.49亿元竞得该区域地块，成为第一家进驻的总部型企业。2018年7月，深圳市人民政府成立深圳湾超级总部基地开发建设指挥部，由中国工程院院士、深圳市建筑设计研究总院有限公司总建筑师孟建民担任总设计师。
2020年6月，深圳湾超级总部基地中央绿轴开工。

## 已入驻项目
| 名称                           | 业主                  | 设计                                            | 建筑面积      | 最高建筑高度 |
| ------------------------------ | --------------------- | ----------------------------------------------- | ------------- | ------------ |
| 深圳湾超级总部基地A塔          | 未定                  |                                                 |               |              |
| 恒大中心→深圳湾超级总部基地B塔 | 恒大集团→深圳安居建业 | 华东建筑设计研究院→佩里·克拉克·佩里建筑师事务所 | 289,200平方米 | 393.9米      |
| 深圳湾超级总部基地C塔          | 深投控股              | 扎哈·哈迪德建筑事务所                           | 500,000平方米 | 399.8米      |
| OPPO国际总部大厦               | OPPO                  | 扎哈·哈迪德建筑事务所                           | 185,000平方米 | 200米        |
| 碳云大厦                       | 碳云智能              | 斯蒂文·霍尔建筑师事务所                         | 120,000平方米 | 200米        |
| 招商银行全球总部大厦           | 招商银行              | 福斯特及合伙人事务所                            | 309,000平方米 | 350米        |
| 神州数码集团总部基地           | 神州数码              | 深圳华汇设计                                    | 206,000平方米 | 200米        |
| 天音大厦                       | 天音通信              | Gmp建筑师事务所                                 | 103,000平方米 | 150米        |
| 中兴通讯总部大厦               | 中兴通讯              | 奥雷·舍人建筑事务所                             | 189,890平方米 | 200米        |
| 万科总部大厦（待转让）         | 万科                  | 佩里·克拉克·佩里建筑师事务所                    | 167,000平方米 | 235米        |
| 中国电子深圳湾总部基地         | 中国电子集团          | Gensler建筑设计事务所                           | 160,000平方米 | 158米        |
| 中信金融中心                   | 中信证券              | Gensler建筑设计事务所                           | 241,000平方米 | 300米        |
| 恒力国际大厦                   | 恒力集团              | Gmp建筑师事务所                                 | 106,190平方米 | 250米        |
| 深湾汇云中心                   | 深圳地铁集团          | AREP设计公司                                    | 470,000平方米 | 358.7米      |
| TCL华星光电总部                | 华星光电              |                                                 | 49,000平方米  |              |
| 联泰深圳超总湾国际中心         | 联泰集团              |                                                 | 277,000平方米 |              |